# Montour (Iowa)
Pour les articles homonymes, voir Montour.
Montour est une ville du comté de Tama, en Iowa, aux États-Unis. Elle est fondée en 1864  et incorporée le 4 mai 1883. Initialement, la ville était baptisée Orford et est renommée en 1873.

## Source de la traduction
- (en) Cet article est partiellement ou en totalité issu de l’article de Wikipédia en anglais intitulé « Montour, Iowa » (voir la liste des auteurs).